# Marek Leśniak
Marek Sebastian Leśniak (Goleniów, 29 febbraio 1964) è un allenatore di calcio ed ex calciatore polacco, di ruolo attaccante.

## Palmarès

### Giocatore

#### Individuale
- Capocannoniere dell'Ekstraklasa: 1

1986-1987 (24 reti)
- Calciatore polacco dell'anno: 1

1993